# Piedra y cielo (movimiento)
Piedra y cielo o piedracielismo, fue un movimiento de la manifestación colombiana. Con el nombre de Piedra y Cielo, que evoca un libro de Juan Ramón Jiménez, se publicaron unos cuadernillos de poesía, dirigidos por el poeta Jorge Rojas (1911-1995), Eduardo Carranza (1912-1985) y Darío Samper (1909-1984), enfrentado al parnasianismo imperante de Guillermo Valencia, se lanzó pluma en ristre contra el maestro, en un texto titulado Bardolatría, y creó un nuevo entusiasmo lírico nacional con imágenes tan sorprendentes como «el arroyuelo azul en la cabeza» de la musa inspiradora de su más declamado soneto «Teresa». Esta época fue muy importante ya que revolucionó la poesía colombiana.

## Influencias
Los piedracielistas recibieron la influencia de:
- Juan Ramón Jiménez
- Vicente Huidobro
- Pablo Neruda

## Historia
Los cuadernos fueron dados a la imprenta entre septiembre de 1939 y marzo de 1940, y cada uno iba acompañado de una introducción escrita por Jorge Rojas en la que se presentaban los objetivos, la concepción del poeta y de la poesía que tenía el grupo.

## Integrantes
Los integrantes de Piedra y cielo fueron quienes publicaron en los cuadernos y de los cuales no forman parte ni Aurelio Arturo (1906-1974), al contrario de lo que se ha dicho en muchas ocasiones, pues su voluntad fue permanecer al margen a pesar de ser invitado a unirse al grupo, ni Antonio Llanos (1905-1978).

## Polémica
Aunque Jorge Rojas, en la introducción o presentación de los cuadernos, ya exponía el ánimo renovador del movimiento, la polémica realmente se presentó cuando Eduardo Carranza publicó el 13 de julio de 1941, en el suplemento literario dominical de El Tiempo, un artículo titulado "Bardolatría", citado más arriba, en el que  arremetía abiertamente  contra la tradición poética de Guillermo Valencia, "...apenas un buen poeta. Un buen poeta al uso del Parnaso. [...] un impasible arquitecto de la materia idiomática cantando a espaldas de su tiempo y de su pueblo".

## Críticas
Desde su aparición los piedracielistas han tenido críticas severas como las del poeta Juan Lozano y Lozano, perteneciente al grupo de "Los nuevos", que en un artículo publicado en el suplemento literario dominical de El Tiempo el 25 de febrero de 1940, los calificó de bizoños, plagiarios, débiles, incluso antipatriotas, señalando que no habían tenido "...tiempo de hacerse a una formación intelectual demasiado severa, ni vocación para ello, tampoco. La lectura de los mozos de hoy está constituida por revistas, libros de vulgarización y novedades; con absoluta inocencia de lo que ha sucedido en el mundo de la poesía antes de 1930"y que "...constituye deber ineludible salirle al paso a todo síntoma débil, morboso, extraviado, disociador, decadente, erostrático (incendiario), que aparezca en el horizonte de la nacionalidad".
El piedracielismo ha sido acusado también de haber "confundido la poesía con el elogio a las reinas de belleza" y de desconocer la realidad y de no atreverse a ir más allá de lo prefijado por su conciencia conservadora. Fernando Charry Lara considera que los piedracielistas “continúan la tradición formalista de la poesía colombiana, poniendo más esmero en el culto por la propia forma y aun por la apariencia propiamente formal de las metáforas e imágenes de aquella poesía española”, es decir, “el brillo levemente gracioso o sonoro de la estrofa”.

## Trascendencia
El que a pesar de tan escasa circulación haya tenido la obra del movimiento impacto tan grande en la literatura colombiana, lo atribuyen algunos a su carácter casi mítico. Piedra y cielo significó la renovación definitiva de la lírica colombiana que no había desde hacía mucho tiempo, renovación estética de la mano con la renovación política y social que se vivió en Colombia durante los últimos años de la década de los treinta.
Los piedracelistas  influyeron en escritores como Gabriel García Márquez quien en una entrevista a Juan Gustavo Cobo Borda en 1981, confesó que "Piedra y cielo" (1939) fue fundamental para el, afirmando que:

"La verdad es que si no hubiera sido por “Piedra y Cielo”, no estoy muy seguro de haberme convertido en escritor. Gracias a esta herejía pude dejar atrás una retórica acartonada, tan típicamente colombiana....Creo que la importancia histórica de “Piedra y Cielo” es muy grande y no suficientemente reconocida...Allí no sólo aprendí un sistema de metaforizar, sino lo que es más decisivo, un entusiasmo y una novelería por la poesía que añoro cada día más y que me produce una inmensa nostalgia."

En 2018 la Biblioteca Nacional de Colombia realizó un homenaje a los autores de este movimiento a través de un portal web donde pone a disposición la obra digitalizada de los siete poetas.